# Czernichów (rejon samborski)
Czernichów (ukr.  Чернихів) – wieś na Ukrainie w rejonie samborskim obwodu lwowskiego.
W pobliżu znajduje się przystanek kolejowy Koniuszki, położony na linii Obroszyn – Sambor.

## Historia
Pod koniec XIX w. wieś w powiecie samborskim.
W październiku 1938 w Czernichowie poświęcono Dom Ludowy.